# 利涅维尔
利涅维尔（法語：Lignéville，法語發音：[liɲevil] ⓘ）是法国大东部大区孚日省的一个市镇，属于讷沙托区。

## 地理
利涅维尔（48°9'57"N, 5°57'5"E）面积12.53 平方千米，位于法国大東部大區孚日省，该省份为法国东北部内陆省份，北起默兹省和默尔特-摩泽尔省，西接上马恩省，南至上索恩省和贝尔福地区省，东临上莱茵省和下莱茵省。
与利涅维尔接壤的市镇（或旧市镇、城区）包括：孔特雷克塞维尔、栋布罗勒塞克、普罗旺谢尔-莱达尔内、圣巴勒蒙、蒂耶尔、维泰勒、维维耶勒格拉。

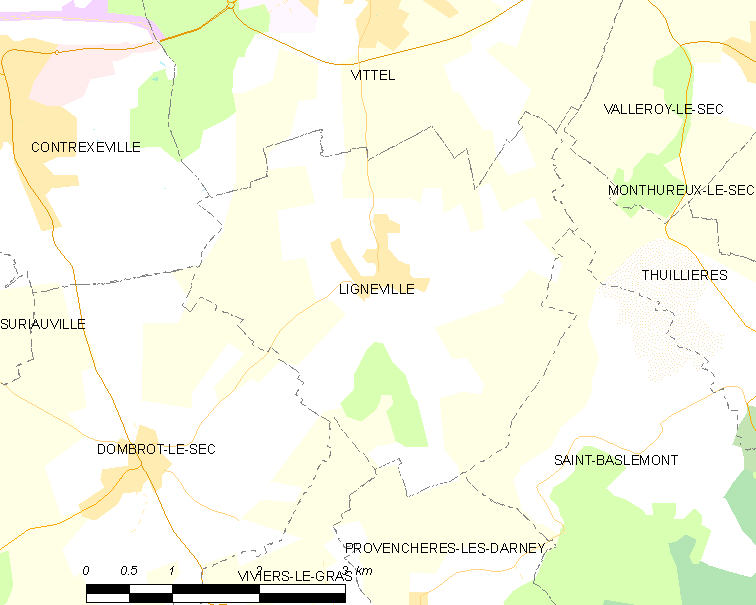
利涅维尔的OSM定位图

利涅维尔的时区为UTC+01:00、UTC+02:00（夏令时）。

## 行政
利涅维尔的邮政编码为88800，INSEE市镇编码为88271。

## 政治
利涅维尔所属的省级选区为维泰勒县。

## 人口

1962-2008年间利涅维尔人口变化图示

利涅维尔于2022年1月1日时的人口数量为300人。